# Sully-la-Chapelle
 Sully-la-Chapelle  es una población y comuna francesa, situada en la región de Centro, departamento de Loiret, en el distrito de Orléans y cantón de Neuville-aux-Bois.

## Demografía
| 303 | 285 | 273 | 259 | 290 | 317 |
| Para los censos de 1962 a 1999 la población legal corresponde a la población sin duplicidades (Fuente: INSEE [Consultar]) |     |     |     |     |     |